# میخایلو بوندارنکو
میخایلو بوندارنکو (اوکراینی: Михайло Ілліч Бондаренко؛ ۸ سپتامبر ۱۹۰۳ – ۱۰ فوریهٔ ۱۹۳۸) سیاست‌مدار اهل جمهوری خلق اوکراین بود. وی از ۳۰ اوت ۱۹۳۷ تا ۱۳ اکتبر ۱۹۳۷ نخست‌وزیر جمهوری اوکراین شوروی بود.
میخایلو بوندارنکو در ۱۰ فوریه ۱۹۳۸، در پاکسازی بزرگ زمان استالین اعدام شد.
وی همچنین برندهٔ جوایزی همچون نشان پرچم سرخ کار شده‌است.